# Metateza
Metateza (łac. metathesis, z gr. μετάθεσις metáthesis „przestawienie”) – reakcja chemiczna przebiegająca według ogólnego schematu:
A–B + C–D ⇌ A–D + C–B
W wyniku tej reakcji fragmenty reagujących cząsteczek „zamieniają się miejscami” w skoordynowany sposób.

## Metateza w chemii nieorganicznej
W chemii nieorganicznej reakcje metatezy znane są także pod nazwą reakcji podwójnej wymiany. Należą do nich. m.in. reakcje zobojętniania i strącania, np.
AgNO3(aq) + NaCl(aq) ⇌ AgCl(s)↓ + NaNO3(aq)

## Metateza olefin

### Definicja i omówienie
Metateza olefin to wymiana dwóch fragmentów alkilidenowych z utworzeniem dwóch nowych olefin. W 1967 Calderon jako pierwszy zaproponował nazwę metateza w opisie tej reakcji. Słowo metateza pochodzi z języka greckiego (metathesis) i oznacza zmianę pozycji (meta- zmieniać, thesis-pozycja). Reakcje metatezy olefin katalizowane alkilidenowymi związkami kompleksowymi metali przejściowych stały się atrakcyjną metodą umożliwiającą powstanie nowego wiązania podwójnego węgiel-węgiel. W odróżnieniu od wielu reakcji organicznych w przypadku metatezy olefin nie powstają niepożądane, stechiometryczne ilości produktów ubocznych takich jak sole (reakcje substytucji nukleofilowej) czy tlenki fosfin (Reakcje Wittiga)

### Historia
Reakcję metatezy odkrył w latach 50. XX w. Karl Ziegler. Jednak dopiero Yves Chauvin w 1971 roku podał jej szczegółowy mechanizm i określił katalizujące ją metale. W 1967 roku Calderon jako pierwszy użył terminu metateza olefin, który zastąpił określenie dysproporcjonowanie. W 1990 Richard Schrock opracował katalizatory reakcji w oparciu o molibden i prazeodym (tzw. katalizatory molibdenowe Schrocka), a profesor Robert Grubbs dwa lata później (w 1992) otrzymał katalizator rutenowy (katalizatory tego typu znane są obecnie jako katalizatory Grubbsa), który umożliwia przeprowadzenie bardzo wydajnych reakcji metatezy w roztworze. Dzięki wprowadzonym do metatezy katalizatorom rutenowym, jest to niezwykle efektywna metoda syntetyczna. Umożliwia ona m.in. syntezę leków, tworzyw sztucznych, herbicydów, dodatków do paliw oraz feromonów. Metoda metatezy służy do zamykania dużych pierścieni i tworzenia długich łańcuchów.
W roku 2005 Chauvin, Schrock i Grubbs otrzymali nagrodę Nobla w dziedzinie chemii.

### Mechanizm
Bezpośrednia [2+2] cykloaddycja dwóch alkenów jest formalnie zabroniona symetrią i dlatego ma wysoką energię aktywacji. Mechanizm Chauvina obejmuje [2+2] cykloaddycję podwójnego wiązania alkenu do alkilidenu metalu przejściowego z wytworzeniem metalacyklobutanu jako stanu pośredniego. Wytworzony metalacyklobutan spontanicznie ulega fragmentacji w której uzyskuje się związek początkowy (cykl bezproduktywny) lub nowego alkenu i alkilidenu (Cykl produktywny). Oddziaływanie z orbitalami d na katalizatorze metalicznym obniża energię aktywacji na tyle, że obecnie stosowane katalizatory pozwalają na osiąganie stanu równowagi w temperaturze pokojowej w zaledwie kilka minut.
W przypadku tego rodzaju reakcji dochodzi zazwyczaj do niewielkiej zmiany entalpii (wyjątek stanową m.in. związki o naprężonych pierścieniach takich jak norbornen, Wykorzystuje się to w procesie ROMP). Metateza olefin zazwyczaj jest procesem napędzanym zwiększaniem się entropii układu

### Katalizatory
Spośród metali przejściowych obecnie najszersze zastosowanie w metatezie olefin w roztworach znajdują dwa metale: Molibden i Ruten. Z kolei w wielkotonażowych procesach przemysłowych (np. przemysł petrochemiczny) szerokie zastosowanie znajdują tlenki Renu (Re2O7) osadzone na nośnikach stałych (np. tlenek glinu Al2O3)

#### Katalizatory molibdenowe
Schrock wszedł na pole metatezy olefin w 1979 roku jako rozszerzenie prac nad alkilidenami tantalu. Początkowy wynik był rozczarowujący, ponieważ reakcja CpTa(=CH–t–Bu)Cl2 z etylenem dała tylko metalacyklopentan, a nie produkty metatezy.

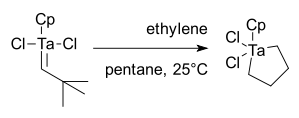
Pierwsze próby wykorzystania kompleksów alkilidenowych w metatezie

Jednak w 1990 roku Schrock opublikował alkilidenowe katalizatory molibdenowe, nazywane od nazwiska twórcy, katalizatorami Schrocka, zawierają centra metaliczne na bazie molibdenu(VI) oraz ligandy alkoksylowe oraz imidkowe, tworząc niezwykle aktywne i efektywne układy katalityczne:

#### Katalizatory rutenowe
Alkilidenowe Katalizatory Rutenowe, nazywane katalizatorami Grubbsa lub Hoveydy-Grubbsa, zawierają centa metaliczne na bazie rutenu(II), 2 ligandy anionowe (najczęściej chlorki), oraz 2-3 ligandy neutralne (alkilowe fosfiny, karbeny N‑heterocykliczne bądź pirydyny). W przypadku katalizatorów rutenowych wyróżniane są 3 generacje kompleksów, jednak to dwie pierwsze z nich odgrywają kluczową rolę w katalizie. Katalizatory rutenowe charakteryzują się dużo większą trwałością na czynniki zewnętrzne (tlen, wilgoć) w porównaniu do katalizatorów molibdenowych. Dodatkowo wykazują znacznie wyższą tolerancje na grupy funkcyjne w substratach, lecz to katalizatory molibdenowe posiadają znacznie wyższą aktywność.

##### Katalizatory I generacji

Katalizator Grubbsa I generacji

W przypadku I generacji kompleksów wyróżniają się dwa kompleksy – Katalizator Grubbsa I generacji (na górze) oraz katalizator Hoveydy-Grubbsa I generacji. W tym przypadku, jak i w przypadkach następnych, jeżeli kompleks posiada ligand alkilidenowy połączony z ligandem neutralnym (izopropoksylowym) tworząc ligand chelatujący, kompleksy noszą nazwę katalizatorów Hoveydy-Grubbsa

Katalizator Hoveydy-Grubbsa I generacji

##### Katalizatory II generacji

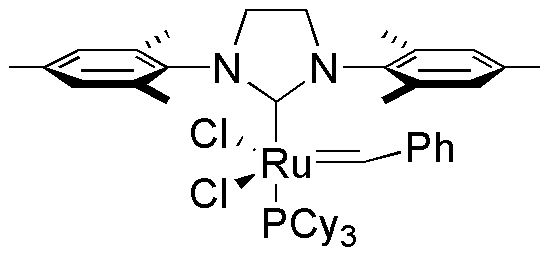
Katalizator Grubbsa II generacji

Katalizator Hoveydy-Grubbsa II generacji

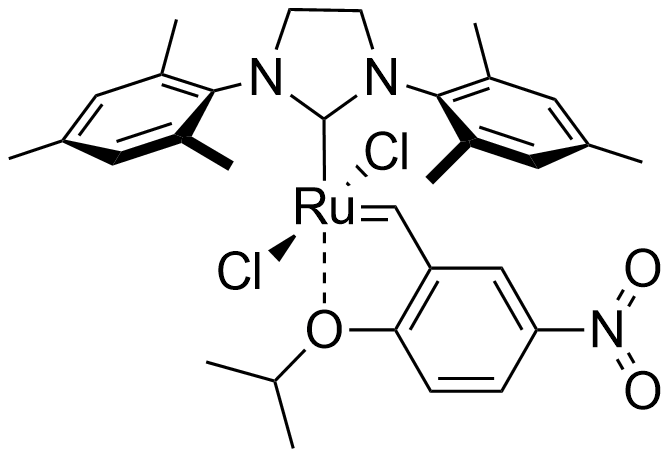
Katalizator Nitro-Grela

Katalizatory II generacji posiadają w swojej strukturze N-heterocykliczne karbeny, które powodują znaczące poprawienie się zarówno aktywności, jak i stabilności katalizatorów rutenowych. Tak jak poprzednio wyróżniamy katalizatory typu Grubbsa II generacji oraz Hoveydy-Grubbsa II generacji. Katalizatory Hoveydy-Grubbsa II generacji wykazywały się wysoką trwałością, niestety połączone z niską aktywnością. Rozwiązaniem tego problemu był katalizator opracowany przez polskiego chemika Karola Grelę, posiadający grupę nitrową w pierścieniu arylowym ligandu alkilidenowego. Dodanie grupy EWG spowodowało uzyskanie struktury która znacznie szybciej ulegała aktywacji.

##### Katalizatory selektywne
W przypadku stosowania standardowych katalizatorów w warunkach reakcji powstają mieszaniny E/Z produktów (E:Z ≈ 8:2). W przypadku tworzenia molekuł o znaczeniu biologicznym, w których najczęściej obecnym wiązaniem jest to o konfiguracji Z, cenną metodologią jest taka, która pozwala na kontrolę geometrii powstającego wiązania podwójnego

###### Z-Selektywne

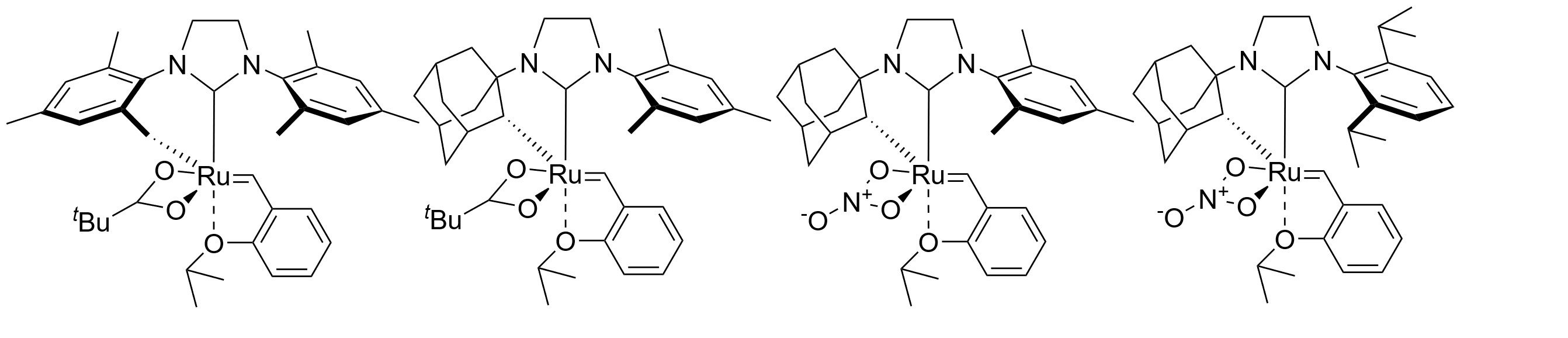
Przykłady katalizatorów Z-selektywnych

W zastosowaniu metatezy olefin w nowoczesnej syntezie organicznej bardzo istotna jest kontrola konfiguracji wiązania podwójnego C=C. Pierwsze doniesienie literaturowe na temat Z‑selektywnych rutenowych katalizatorów metatezy olefin pochodzi z 2011 roku. W tej publikacji naukowej Grubbs et al. opisał kompleksy rutenu zawierające symetryczne i niesymetryczne ligandy NHC zawierające przy atomie azotu podstawnik mezytylowy oraz adamantylowy, a także anionowy ligand kwasu piwalowego (tBuCOO−). Następnie, zespół prof. Grubbsa otrzymał analogiczne struktury, w których ligandem anionowym jest reszta kwasu nitrowego. Katalizatory te wykazywały wysoką chemoselektywność względem terminalnych wiązań podwójnych C=C, które selektywnie tworzą w reakcji metatezy olefin produkty o konfiguracji Z.

### Rodzaje metatezy

#### Metateza Krzyżowa (CM)

Metateza krzyżowa

Metateza krzyżowa (dysproporcjonującą) – cross-metathesis (CM) jest stosowana w przemyśle rafineryjnym do zwiększania liczby oktanowej surowej benzyny. Reakcję tę w przemyśle rafineryjnym prowadzi się w wysokiej temperaturze, z użyciem katalizatorów wolframowych (np.: WCl6–EtOH–EtAlCl2). Na skutek reakcji metatezy mieszaniny alkenów obecnych w destylacie z ropy naftowej powstają rozgałęzione alkany, które mają wysokie liczby oktanowe i wzbogacają surową benzynę. Proces ten został opracowany przez firmę Shell i jest znany jako „SHOP” (z ang. Shell higher olefin process).

#### Etenoliza
Etenoliza to proces chemiczny, w którym wewnętrzne olefiny są degradowane przy użyciu etylenu (eten) jako odczynnika. Reakcja jest szczególnym przypadkiem metatezy krzyżowej. Użyteczność reakcji wynika z niskiego kosztu etylenu jako odczynnika i jego selektywności. Wytwarza związki z końcową grupą funkcyjną alkenów (α-olefiny), które są bardziej podatne na inne reakcje, takie jak polimeryzacja i hydroformylowanie. Kompleksy rutenowe drugiej generacji z cyklicznymi (alkilo)(cyklicznymi)karbenami (Ru−CAAC) są chętnie wykorzystywane w tej rekacji z uwagi na swoją zwiększoną stabilność, co implikuje niskie załadunki katalizatora (< 10 pmm).
Ogólne równanie reakcji to:
A=B + CH2=CH2 → A=CH2 + B=CH2
W jednym zastosowaniu neoheksen, prekursor perfum, jest wytwarzany przez etenolizę diizobutenu:
(CH3)3C-CH=C(CH3)2 + CH2=CH2 → (CH3)3C-CH=CH2 + (CH3)2C=CH2

#### Metatezę z zamknięciem pierścienia (RCM)
Metateza z zamknięciem pierścienia – ring-closing metathesis (RCM) – jest szeroko stosowaną odmianą metatezy olefin w chemii organicznej do syntezy różnych nienasyconych pierścieni poprzez wewnątrzcząsteczkową metatezę dwóch terminalnych alkenów, które tworzą cykloalken jako izomery E- lub Z- i lotny etylen.

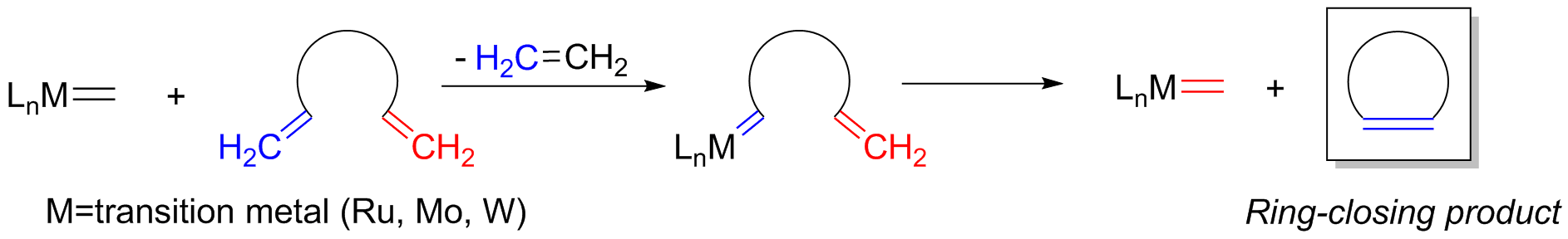
Ogólny schemat metatezy z zamknięciem pierścienia

Najczęściej syntetyzowane rozmiary pierścieni mieszczą się w zakresie od 5 do 7 atomów; jednak raportowano syntezy od 45 do nawet 90-członowych makroheterocykli. Reakcja ta została po raz pierwszy opublikowana przez Didera Villemina w 1980 r., opisująca syntezę prekursora egzaltolidu, a później została spopularyzowana przez Roberta H. Grubbsa i Richarda R. Schrocka. RCM jest ulubioną reakcją chemików organicznych ze względu na jego syntetyczną użyteczność w tworzeniu pierścieni, które wcześniej były trudno dostępne, oraz szeroki zakres substratów. Ponieważ jedynym produktem ubocznym jest etylen, reakcje te można również uznać za atomowo ekonomiczną, co jest coraz ważniejszą kwestią w rozwoju zielonej chemii.

#### Polimeryzację z metaetycznym otwarciem pierścienia (ROMP)

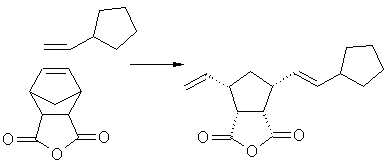
Przykład asymetrycznej syntezy przez metatezę

Polimeryzację z metatetycznym otwarciem pierścienia – ring-opening metathesis polymerization (ROMP) – Inną reakcją o dużym praktycznym zastosowaniu jest ROMP (z ang. ring opening metathesis polymerisation), czyli polimeryzacja przez metatezę z otwarciem pierścienia (polimeryzacja z metatetycznym otwarciem pierścienia):

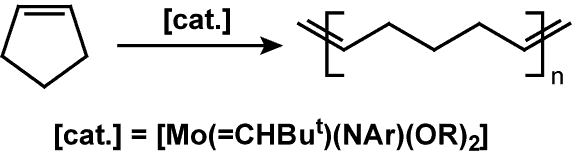
Polimeryzacja przez metatezę z otwarciem pierścienia

Dzięki tej reakcji stało się możliwe uzyskanie wielu poliolefin, których nie można było otrzymać w wyniku zwykłej polimeryzacji winylowej. Poliolefiny te są stosowane m.in. jako powłoki płyt CD i powłoki zabezpieczające powierzchnie natarcia skrzydeł samolotowych.
Reakcja metatezy jest też bardzo wygodnym sposobem otrzymywania czynnych optycznie związków chemicznych, których nie można otrzymać w inny sposób, co rozszerzyło znacznie metody dostępne w ramach syntezy asymetrycznej:

#### Metateza acyklicznych dienów (ADMET)
Metateza acyklicznych dienów – ADMET (acyclic diene metathesis) to specjalny rodzaj metatezy olefin stosowanych do polimeryzacji końcowych dienów do polienów:

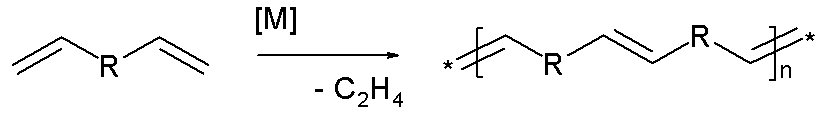
Schemat ogólny ADMET

Powstające nowe wiązania podwójne mogą być w konfiguracji cis lub trans. Dokładny stosunek zależy od budowy monomeru i katalizatora. ADMET to rodzaj polimeryzacji stopniowej, kondensacyjnej. Należy ją odróżnić od polimeryzacji przez metatezę z otwarciem pierścienia (ROMP), która jest polimeryzacją addycyjną ze wzrostem łańcucha. Podczas gdy ADMET jest napędzany przez uwalnianie lotnego etylenu, ROMP jest napędzany przez zmniejszanie naprężenia pierścienia. Chociaż koncepcja ADMET była omawiana w literaturze naukowej od lat 70., pierwsza udana polimeryzacja ADMET została opisana w 1991 r. W tym raporcie 1,5-heksadien i 1,9-dekadien poddano polimeryzacji odpowiednio do 1,4-polibutadienu i poli(oktenylenu). Polibutadien miał wagowo średnią masę molową (Mw) 28 000 z ponad 70% podwójnymi wiązaniami trans. Poli(oktenylen) miał Mw 108 000 z ponad 90% wiązań podwójnych trans. ADMET znalazł zastosowanie w syntezie różnych polimerów. Ze względu na wyższy stopień kontroli w ADMET niż w tradycyjnych polimeryzacjach rodnikowych, zastosowano go do syntezy polimerów modelowych, które w innym przypadku byłyby trudne do przygotowania. Przykłady obejmują czysto liniowy polietylen, naprzemienne i blokowe kopolimery etylenu z różnymi innymi monomerami winylowymi, chiralne polimery i polimery z osadzonymi aminokwasami. Wysoka tolerancja grup funkcyjnych ADMET katalizowanego rutenem została zastosowana w syntezie nowych struktur supramolekularnych.

## Metateza wiązań σ
Metateza wiązań σ, która zachodzi w przypadku wielu związków metaloorganicznych jest reakcją analogiczną do metatezy olefin, w której zamiast pękania i powstawania wiązań podwójnych węgiel-węgiel dochodzi do wymiany wiązań pojedynczych węgiel-metal i węgiel-wodór lub wodór-wodór:
Cp
2M−R + R'−H  ⇄  Cp
2M−R' + R−H
gdzie: M – atom metalu, Cp – ligand cyklopentadienylowy, R, R' – atom wodoru lub grupa alkilowa
Reakcji tej ulegają szczególnie chętnie kompleksy cyklopentadienylowe (Cp) tzw. wczesnych metali przejściowych, tj. znajdujących się w grupach 3 (wraz z lantanowcami), 4 i 5 układu okresowego pierwiastków. Dla tego rodzaju związków reakcja ta zachodzi spontanicznie i ma charakter równowagowy.
Mimo pozornego podobieństwa, reakcja ta ma jednak inny mechanizm niż reakcja metatezy olefin i jest on obecnie jeszcze nie do końca zrozumiany. Jest to jedna z nielicznych reakcji metaloorganicznych, które zachodzą bez żadnej zmiany stopnia utlenienia metalu centralnego. Ze względu na to, że wczesne metale przejściowe w kompleksach Cp i tak już mają maksymalne, dostępne dla nich stopnie utleniania, mechanizm metatezy wiązań σ nie może zachodzić według klasycznego dla chemii metaloorganicznej mechanizmu z udziałem etapu utleniającej addycji i reduktywnej eliminacji.
Metateza wiązań σ jako samodzielna reakcja chemiczna nie ma zbyt wielu zastosowań. Stosuje się ją czasem do wymiany ligandów w celu uaktywnienia „uśpionego” katalizatora metaloorganicznego. Reakcja ta występuje jednak jako jeden z etapów mechanizmu reakcji wielu procesów stosowanych na skalę przemysłową, m.in. hydrosililowania i polimeryzacji winylowej z użyciem katalizatorów metaloorganicznych.